# فریبکار

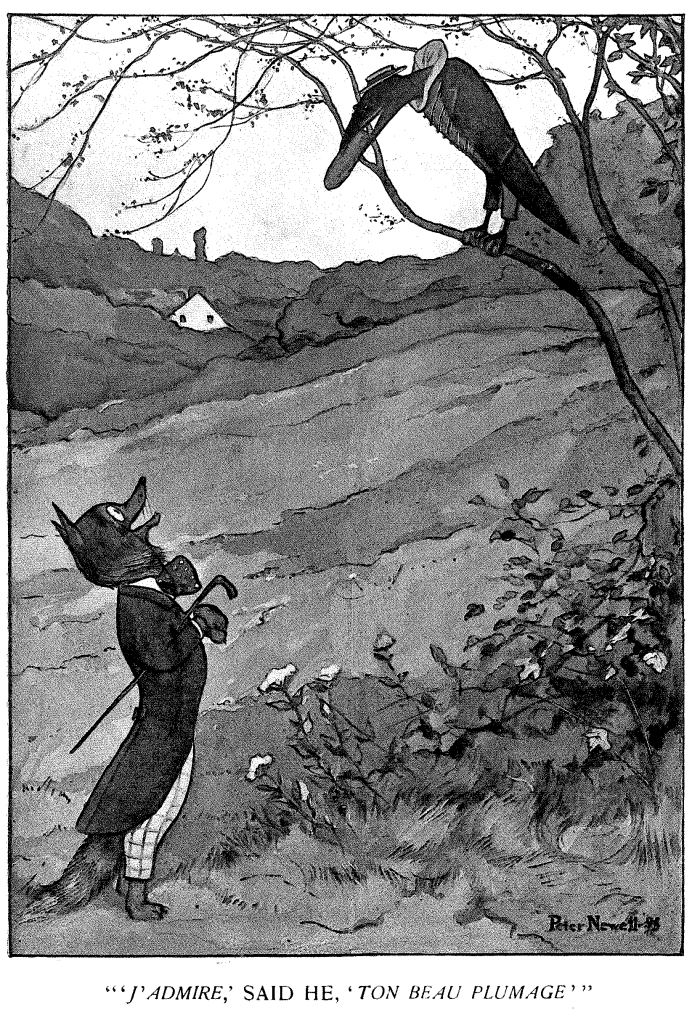
نگارگری توسط پیتر نیول برای شعر «روباه فریبکار و کلاغ ساده‌لوح» در حکایت‌هایی برای فریوولوس، اثر گای وتمور کریل

در انگلیسی امروزی، فریبکار (به انگلیسی: sycophant) به معنای «چاپلوس فریبکار» است و برای اشاره به شخصی استفاده می‌شود که در حال چاپلوسی است (یعنی چاپلوسی غیرصادقانه برای کسب مزیت). ریشه این واژه در سیستم حقوقی آتن باستان (کلاسیک) است. اکثر پرونده‌های حقوقی آن زمان توسط اصحاب دعوای خصوصی مطرح می‌شد زیرا هیچ نیروی پلیسی وجود نداشت و فقط تعداد محدودی از دادستان عمومی رسمی منصوب شده بودند. تا قرن پنجم پیش از میلاد، این عمل باعث سوء استفاده از سوی «دیگران» شده بود: طرفین دعوی که پیگردهای ناموجه را به راه انداخته بودند. این کلمه در یونانی جدید، فرانسوی، (جایی که می‌تواند به معنای «خبردهنده» نیز باشد) و ایتالیایی، همان معنی («خبرچین») را حفظ می‌کند. در انگلیسی مدرن، معنای این کلمه به کاربرد کنونی آن تغییر یافته‌است.